# Caarapó
Caarapó is een gemeente in de Braziliaanse deelstaat Mato Grosso do Sul. De gemeente telt 23.696 inwoners (schatting 2009).
Manuel Benítez en Nazario de León stichtten de gemeente op 20 december 1958.